# Симмий Родосский
Си́ммий Родо́сский (др.-греч. Σιμμίας ὁ Ῥόδιος, лат. Simmias Rhodius), в некоторых источниках — Симий, с одной «μ», — древнегреческий поэт и грамматик конца IV — III веков до н. э.
Согласно словарю «Суда», написал сочинение в трёх книгах «Глоссы» (Γλῶσσαι) о редких словах, а также четыре книги «разных стихотворений» (ποιήματα διάφορα). Среди последних по упоминаниям у Афинея и Стефана Византийского известны мифологические эпиллии «Горгона», «Аполлон» и поэма «Месяцы» — может быть, послужившая образцом для «Фастов» Овидия.
В Палатинской антологии под именем Симмия сохранилось несколько традиционных эпиграмм, написанных элегическим дистихом, а также экспериментальные фигурные стихотворения «Секира», «Крылья Эроса», «Яйцо» в сложных лирических размерах (первые два — из хориямбических строчек переменной длины, заканчивающихся стопой амфибрахия).
В стихотворении Мелеагра Гадарского о венке, где стихи полусотни греческих поэтов сравниваются с различными растениями, Симмию соответствует груша.